# Associazione Sportiva Fanfulla 1940-1941
Questa voce raccoglie le informazioni riguardanti l'Associazione Sportiva Fanfulla nelle competizioni ufficiali della stagione 1940-1941.

## Stagione
Nella stagione 1940-1941 il Fanfulla partecipò al campionato di Serie B che chiuse con 30 punti in tredicesima posizione a causa del peggior quoziente reti nei confronti dello Spezia.

## Rosa
| N. |                   | Ruolo | Calciatore         |
| -- | ----------------- | ----- | ------------------ |
|    | Italia (bandiera) | C     | Giovanni Antorri   |
|    | Italia (bandiera) | P     | Alberto Barbieri   |
|    | Italia (bandiera) | A     | Achille Bosoni     |
|    | Italia (bandiera) | A     | Elio Bramanti      |
|    | Italia (bandiera) | A     | Carlo Cattaneo     |
|    | Italia (bandiera) | D     | Felice Cerri       |
|    | Italia (bandiera) | A     | Lelio Colaneri     |
|    | Italia (bandiera) | C     | Pietro Corrada     |
|    | Italia (bandiera) | D     | Bruno Crola        |
|    | Italia (bandiera) | C     | Oliviero Edelli    |
|    | Italia (bandiera) | P     | Alessandro Fregoni |

| N. |                      | Ruolo | Calciatore          |
| -- | -------------------- | ----- | ------------------- |
|    | Italia (bandiera)    | A     | Giovanni Garrone    |
|    | Italia (bandiera)    | P     | Mario Giani         |
|    | Italia (bandiera)    | A     | Elvezio Granata     |
|    | Italia (bandiera)    | C     | Carlo Kaffenigg     |
|    | Italia (bandiera)    | D     | Ermelindo Lovagnini |
|    | Italia (bandiera)    | D     | Riccardo Marta      |
|    | Italia (bandiera)    | C     | Carlo Motta         |
|    | Italia (bandiera)    | C     | Giuseppe Pagni      |
|    | Italia (bandiera)    | C     | Luigi Sichel        |
|    | Argentina (bandiera) | C     | Giuseppe Spirolazzi |
|    | Italia (bandiera)    | A     | Otello Subinaghi    |

## Risultati

### Serie B

#### Girone di andata
| Arbitro: | Dellarole (Roma) |

|  |           |                   |
|  | Marcatori | 65’ (rig.) Sichel |

| Arbitro: | Silvano (Torino) |

|               |           |           |
| Subinaghi 55’ | Marcatori | 10’ Coppa |

| Arbitro: | Curradi (Firenze) |

|                                                 |           |  |
| Clocchiatti 36’ Edelli 84’ (rig.) D'Odorico 87’ | Marcatori |  |

| Arbitro: | Tassini (Verona) |

|                            |           |             |
| Subinaghi 55’ Colaneri 84’ | Marcatori | 72’ Bandini |

| Arbitro: | Colonna (Bari) |

|                                                    |           |                                      |
| Silvestrelli IV 34’ (rig.) Fiorini I 52’ Torti 63’ | Marcatori | 12’, 17’ Subinaghi 81’ (rig.) Sichel |

| Arbitro: | Forni (Trento) |

|            |           |                         |
| Sichel 37’ | Marcatori | 20’ Moretti 60’ Palumbo |

| Arbitro: | Zilli (Reggio Emilia) |

|                                       |           |                                            |
| Cassani 17’, 88’ Bonizzoni 71’ (rig.) | Marcatori | 4’ Colaneri 10’ Bramanti 69’ (rig.) Sichel |

| Arbitro: | Francini (Viareggio) |

|                                |           |                                                             |
| Colaneri 43’ Sichel 71’ (rig.) | Marcatori | 19’, 40’ Marchetti 38’ Zanollo 46’ Barbon 57’ (aut.) Edelli |

| Arbitro: | Conticini (Firenze) |

|                           |           |                       |
| Bramanti 46’ Colaneri 55’ | Marcatori | 8’ Tomasi 32’ Imberti |

| Arbitro: | Dellarole (Roma) |

|                                   |           |              |
| Renoldi 12’ Cortini 35’ Dapas 51’ | Marcatori | 65’ Colaneri |

| Arbitro: | Tassini (Verona) |

|                   |           |           |
| Colaneri 56’, 59’ | Marcatori | 82’ Rallo |

| Arbitro: | Marsciani (Modena) |

|                    |           |                        |
| Zanetti 66’ (rig.) | Marcatori | 23’ Crola 35’ Bramanti |

| Arbitro: | Bertolio (Torino) |

|              |           |                                                         |
| Colaneri 68’ | Marcatori | 30’, 37’, 48’ Banfi 65’ Obuel 74’ (rig.) Sentimenti III |

| Arbitro: | Di Nanni (Napoli) |

|                            |           |  |
| Vecchietti 70’ Belelli 84’ | Marcatori |  |

| Arbitro: | Camiolo (Milano) |

|              |           |  |
| Bramanti 84’ | Marcatori |  |

| Arbitro: | Zambotto (Padova) |

|                                                  |           |  |
| Foglia 34’, 54’ Lovagnini 57’ (aut.) Rampini 82’ | Marcatori |  |

| Lodi 20 febbraio 1941 17ª giornata | Fanfulla          | 0 – 2 A tav. | Pro Vercelli | Stadio Dossenina\| Arbitro: \| Vannini (Bologna) \| |
| Arbitro:                           | Vannini (Bologna) |              |              |                                                     |

#### Girone di ritorno
| Arbitro: | Neri (Vicenza) |

|               |           |                  |
| Subinaghi 19’ | Marcatori | 30’ (aut.) Cerri |

| Arbitro: | Moretti (Genova) |

|                     |           |  |
| Colli 25’ Capra 71’ | Marcatori |  |

| Arbitro: | Savio (Torino) |

|              |           |               |
| Colaneri 11’ | Marcatori | 83’ D'Odorico |

| Arbitro: | Zambotto (Padova) |

|                       |           |  |
| Violi 1’ Bernardi 14’ | Marcatori |  |

| Arbitro: | Curradi (Firenze) |

|                                        |           |                                 |
| Subinaghi 4’, 16’, 52’, 81’ Sichel 41’ | Marcatori | 30’ Fiorini I 79’ (aut.) Edelli |

| Brescia 16 marzo 1941 23ª giornata | Brescia         | 0 – 0 | Fanfulla | Stadium di Viale Piave\| Arbitro: \| Bellè (Venezia) \| |
| Arbitro:                           | Bellè (Venezia) |       |          |                                                         |

| Arbitro: | Silvano (Torino) |

|               |           |                                       |
| Subinaghi 32’ | Marcatori | 62’ Bonizzoni 69’ Cassani 77’ Biraghi |

| Arbitro: | Saracini (Ancona) |

|                                    |           |            |
| Pozzato 18’ Suppi 35’ Balduzzo 77’ | Marcatori | 59’ Bosoni |

| Arbitro: | Viarengo (Asti) |

|                                    |           |  |
| Riccardi 7’ Traversa 17’ Piana 72’ | Marcatori |  |

| Arbitro: | Rosso (Casale M.) |

|              |           |  |
| Colaneri 27’ | Marcatori |  |

| Arbitro: | Bogetti (Torino) |

|                                   |           |                    |
| Costanzo 42’ Lovagnini 85’ (aut.) | Marcatori | 13’, 56’ Subinaghi |

| Arbitro: | Mattea (Torino) |

|                                                  |           |                   |
| Subinaghi 6’, 34’, 85’ Colaneri 21’ Bramanti 65’ | Marcatori | 80’ (aut.) Edelli |

| Arbitro: | Neri (Vicenza) |

|              |           |  |
| Cristina 55’ | Marcatori |  |

| Arbitro: | Canavesio (Torino) |

|                     |           |  |
| Subinaghi 7’ (rig.) | Marcatori |  |

| Arbitro: | Cambi (Livorno) |

|                       |           |  |
| Zanni 19’ Bollano 35’ | Marcatori |  |

| Arbitro: | Capitanio (Venezia) |

|                                       |           |  |
| Kaffenigg 20’ Subinaghi 68’, 75’, 83’ | Marcatori |  |

| Arbitro: | Goracci (Firenze) |

|  |           |                                           |
|  | Marcatori | 2’ Sichel 15’, 16’ Subinaghi 67’ Colaneri |

## Statistiche

### Statistiche di squadra
| Competizione | Punti | In casa | In casa | In casa | In casa | In casa | In casa | In trasferta | In trasferta | In trasferta | In trasferta | In trasferta | In trasferta | Totale | Totale | Totale | Totale | Totale | Totale | DR  |
| Competizione | Punti | G       | V       | N       | P       | Gf      | Gs      | G            | V            | N            | P            | Gf           | Gs           | G      | V      | N      | P      | Gf     | Gs     | DR  |
| Totale       |       | .       | .       | .       | .       | ..      | ..      | .            | .            | .            | .            | ..           | ..           | ..     | .      | .      | .      | ..     | ..     | +.. |
| ------------ | ----- | ------- | ------- | ------- | ------- | ------- | ------- | ------------ | ------------ | ------------ | ------------ | ------------ | ------------ | ------ | ------ | ------ | ------ | ------ | ------ | --- |

### Statistiche dei giocatori
| Giocatore | Campionato | Campionato |
| Giocatore | Presenze   | Reti       |
| --------- | ---------- | ---------- |
| . cognome | 0          | 0          |
| . cognome | 0          | 0          |
| . cognome | 0          | 0          |
| . cognome | 0          | 0          |
| . cognome | 0          | 0          |